# Telmatobius pisanoi
Telmatobius pisanoi är en groddjursart som beskrevs av Laurent 1977. Telmatobius pisanoi ingår i släktet Telmatobius och familjen Ceratophryidae. IUCN kategoriserar arten globalt som starkt hotad. Inga underarter finns listade i Catalogue of Life.